# エドワード・ブラドック

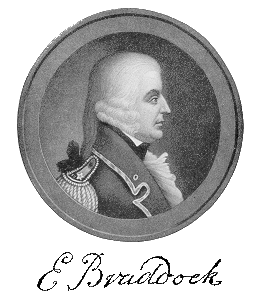
ブラドック将軍

エドワード・ブラドック（英:Edward Braddock、1695年? - 1755年7月13日）はイギリス軍の将軍であり、フレンチ・インディアン戦争の開始時点で北米方面軍の最高司令官であった。ペンシルベニア西部にあったフランス軍の砦を攻略するために、ブラドック遠征隊を率いたが、モノンガヘラの戦いで大敗し、戦死した。

## 経歴
ブラドックは、1695年頃スコットランドで、エドワード・ブラドック少将（? - 1725年）の息子として生まれた。ブラドックの軍歴は1710年にコールドストリームガーズで始まった。1747年、連隊長代理としてオラニエ公ウィレム4世の下で、オランダのベルゲン・オプ・ゾーム（現北ブラバント州の都市）の包囲戦に加わった。1753年、第14歩兵連隊（後のプリンス・オブ・ウェールズ・オウン（ウェスト・ヨークシャー）連隊・現在は統合されてヨークシャー連隊第1大隊）の連隊長となり、1754年少将に昇進した。

## フレンチ・インディアン戦争
ブラドックは、アメリカのフレンチ・インディアン戦争における指揮官となり、イギリス軍正規兵2個連隊を率いて1755年2月19日、バージニアに上陸した。4月14日、ブラドックはアレクサンドリア委員会で植民地の知事達と会見し、フランスに対して攻勢を掛けるよう説得された。ブラドックは全軍を4つに分けて攻撃を仕掛ける作戦を立てた。マサチューセッツのウィリアム・シャーリー知事がナイアガラ砦（現在のニューヨーク州）を攻める、ウィリアム・ジョンソン将軍がクラウン・ポイント(同）を、ロバート・モンクトン大佐がファンディ湾のボーセジュール砦（現在のニューブランズウィック州）を、ブラドック自身はオハイオ川のフォークスにあるデュケイン砦（現在のペンシルベニア州ピッツバーグ近く）を攻めるというものだった。
ブラドックは管理上の混乱や物資の調達に煩わされて1ヶ月余を費やし、選りすぐった部隊を連れて出発した。この部隊には遠征地域に詳しい志願士官として当時23歳のジョージ・ワシントンも加わっていた。
ブラドックは、まだフランス軍と同盟していないインディアンの種族から徴兵しようとしたが、ほとんど不成功に終り斥候として8名のミンゴ族のみを雇った。その地域のインディアン、特に有名なデラウェア族のシンガス酋長は中立のままであった。ヨーロッパの二大強国に挟まれて、インディアン達は敗者に付くわけにはいかなかった。ブラドックが成功するか否かがその選択を左右することになった。

### ブラドックの遠征路

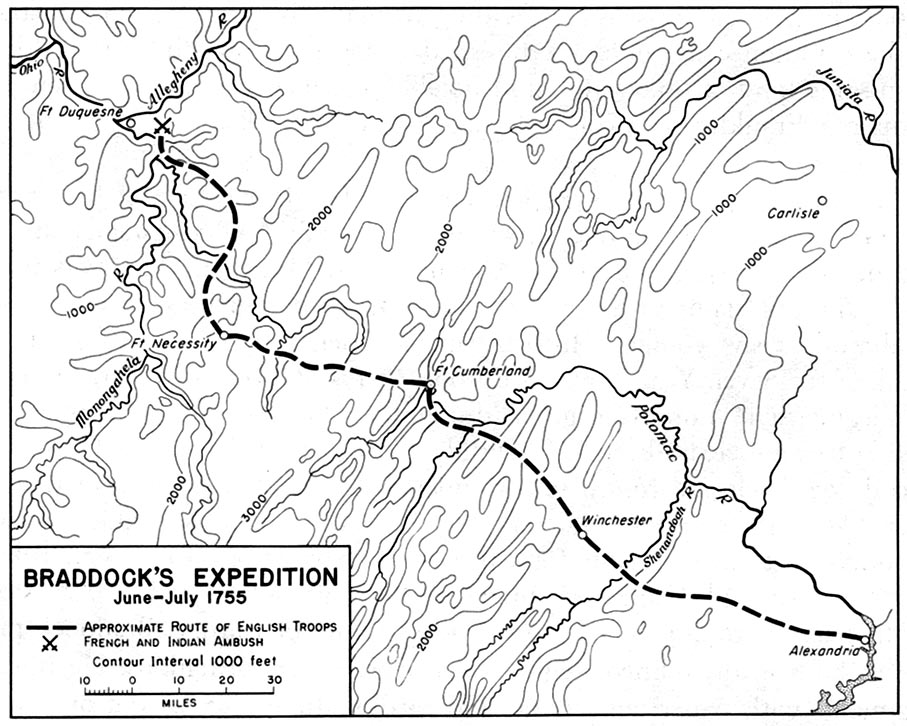
ブラドックの遠征路

1755年5月29日、メリーランドのカンバーランド砦を出発した遠征隊は兵站上の困難さに直面することになった。大部隊で移動することに伴う装備、食料、それに遠征の目的にとって最も大切な大砲を運びながら、深い森に覆われたアレゲーニー山脈やペンシルベニア西部の地を抜けて約110マイル (180 km)の行程を進まねばならなかった。ペンシルベニア植民地議会の代表的存在だったベンジャミン・フランクリンは、ブラドック遠征隊のために馬車や物資を購入する手助けをした。荷馬車の御者の中には、後にアメリカの歴史で伝説的人物となるダニエル・ブーンやダニエル・モーガンがいた。またイギリス軍の中には、アメリカ独立戦争で敵味方に分かれて戦うことになるトマス・ゲイジやチャールズ・リー、ホレイショ・ゲイツがいた。
遠征隊の歩みは鈍かった。ブラドック道路と呼ばれる道を作っていたこともあって、1日に2マイル (3.2 km)しか進まないこともあった。進度を速めるために、ブラドックは約1500名からなる「急行部隊」とトマス・ダンバー大佐に指揮を任せた輜重部隊に分けた。遠征隊は途上で、前年の夏にワシントンがフランス軍に敗北を喫したネセシティ砦の跡を通過した。行軍中にフランス軍やインディアンの小隊が現れることがあったが、小競り合いを交わした程度であった。
一方、デュケイン砦のフランス軍駐屯兵は正規兵とカナダの民兵を合わせても約250名に過ぎず、砦の外に同盟インディアン約640名が宿営していた。インディアンはフランスとの付き合いが長い様々な種族、オタワ族、オジブワ族、ポタワトミ族から集まっていた。フランス軍の指揮官は、インディアンの斥候隊からイギリス軍が砦を囲むために行軍してきているとの情報を得、その砦がイギリス軍の大砲にあってはとても持ち堪えられないと考え、先手を取ることに決めた。それはモノンガヘラ川を渡るイギリス軍を待ち伏せて奇襲を掛けるというものであった。インディアンの戦士達はそのような大部隊のイギリス軍に攻撃を掛けることを初めは逡巡していたが、フランス軍の指揮官がインディアンの戦いの服を身にまとい、戦いの化粧をして、彼の指揮に従うようインディアン達を説得した。

### モノンガヘラの戦い

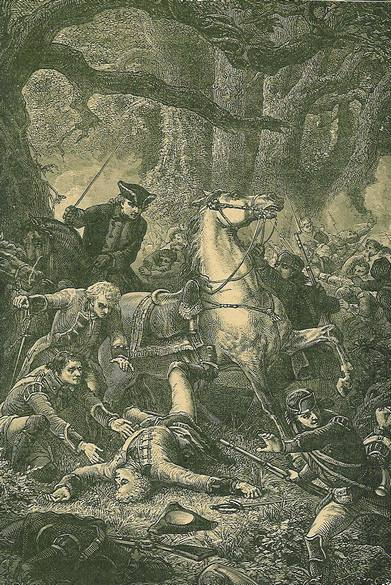
ブラドック将軍の戦死

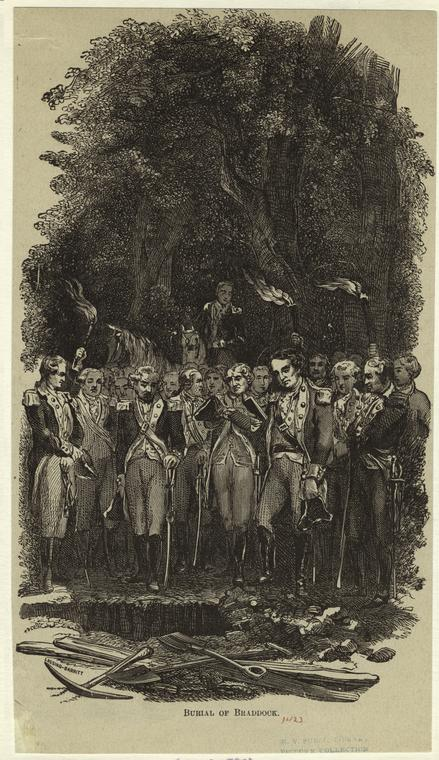
ブラドック将軍の埋葬

1755年7月9日、ブラドック遠征隊がデュケイン砦の南約9マイル (14 km)の地点で抵抗も無くモノンガヘラ川を渡った。トマス・ゲイジ中佐率いる先遣隊が前進を始めると、突然にフランス・インディアン連合軍に出遭った。フランス・インディアン連合軍は川に向かって急行している時であり、計画よりも遅れていて待ち伏せをするには時機を失していた。ゲイジの部隊とフランス・インディアン連合軍は激しい乱戦に突入し、フランス軍の指揮官が戦死した。しかしその戦死によってもフランス・インディアン連合軍の士気は衰えず、前進を続けた。今日、モノンガヘラの戦い（荒野の戦い、あるいは、ずばりブラドックの敗北、とも）として知られる戦闘が始まった。ブラドックの強力な部隊はほぼ1,500名であり、対するフランス・インディアン連合軍は、900名に満たなかった。
最初の戦闘でゲイジの先遣隊は後退した。狭い道のことで、ゲイジ隊は銃声を聞いて急速に前進を開始したブラドックの主力部隊とぶつかることになった。軍全体の隊形がばらばらとなり、カナダ民兵やインディアンが道の両側の木陰や峡谷からイギリス兵を取り囲んで狙い撃ちを続けた。この時にフランス軍正規兵が道を前進しイギリス軍に圧力を掛けていった。
イギリス軍の士官達は狭い道の上で隊列を立て直そうと務めていたが、ほとんど無駄な行動であり、隠れている敵に目標を与えるだけであった。大砲も使用されたが、そのような狭い戦場では効果が無かった。イギリス軍に付いて来ていた植民地民兵は逃亡するか反撃するかであった。この混乱の中で木陰から反撃していた民兵が敵と間違われて、イギリス正規兵に銃撃されることもあった。
3時間に及ぶ激しい戦闘の後で、ブラドックは何度も兵士を鼓舞し続けたが右腕と肺を撃たれて遂に倒れた。激しい抵抗もそこまでだった。しかし、ワシントンは指揮を執る立場にはいなかったにも拘わらず、その後の指揮を執って撤退軍を組織し、戦場を離れることができた。このことで「モノンガヘラの英雄」という渾名がつき、後世につながる名声を得ることになった。
日没までに残ったイギリス軍と植民地民兵は自分達の造ってきた道を通って撤退した。ブラドックはワシントンや他の士官（おそらくロバート・オーム大尉かロバート・スチュアート中佐）に戦場から担ぎ出されたが、戦闘の4日後7月13日に死んだ。ブラドックの遺体はグレート・ミードーズの西、ネセシティ砦に埋葬された。ブラドックが埋められた場所は道の真ん中であり、遺体が発見され冒涜されたりしないようにその上を荷馬車が転がされた。牧師も重傷を負っていたので、ワシントンが埋葬式を取り仕切った。 
ブラドック遠征隊の戦闘に参加した約1,460名のうち、456名が戦死し、負傷者は421名に及んだ。士官が攻撃の目標にされたために被害が大きく、86名の士官のうち、63名が戦死または負傷となった。イギリス軍には小間使いや料理女として50名程の女性も従っていたが、約半数が捕虜になるなど帰還したのは4名に過ぎなかった。250名のフランス・カナダ兵は8名が戦死、4名が負傷、637名のインディアン戦士は15名が戦死、12名が負傷であった。
輜重隊を指揮していたダンバー大佐が、残存部隊が戻ってきた時から指揮を執った。ダンバーは撤退前に物資や大砲の破壊を命じ、そこで約150両の荷車を焼いた。皮肉なことに、この時点でもイギリス軍勢力は敵の数を上回っていたのだが、士気が落ち、組織も乱れていたので、それ以上任務を継続する気持ちは無かった。

## その後
モノンガヘラの戦いにおけるブラドックの敗北は、その地域の住民にとって大事件となった。フランス軍と同盟インディアン達はオハイオ領土支配権の争奪において優勢となり、残忍な辺境戦争の激しさが増した。中立であろうとしていたこの地域のインディアンは中立を守ることが難しくなった。ペンシルベニアやバージニアの辺境に住む植民者は職業的な軍隊の保護が無い状態となり、防衛隊を急遽作り上げることになった。この辺境における闘争は1758年のフォーブス遠征隊の成功の結果として、フランス軍がデュケイン砦を放棄するまで続くことになった。
1804年、ブラドックのものと思われる人骨が、グレート・ミードーの西約1.5マイル (2.4 km)の道路で、道路工事作業者により発見された。遺骨は調べられ再度埋められた。1913年に大理石の碑が新しい墓地に建てられた。
ブラドックが瀕死の重傷を負った戦場は、現在ブラドック町となっている。

## 議論
ブラドック遠征隊が正規兵を擁し、戦力も勝り、武器もあったにも拘わらず、かくも惨めな敗北を喫したことについて、戦闘後直ぐに議論が始まり、今日まで続いている。ブラドックを非難するもの、その士官を非難するもの、あるいはイギリス正規兵や植民地民兵を非難するもの、さまざまである。ワシントン自身はブラドックを擁護し、イギリス正規兵に落ち度があったとした。
ブラドックの採った戦術も議論の対象となっている。ブラドックは昔からあるヨーロッパ式の方法、すなわち兵士が肩と肩を突き合わせて一列に並び一斉射撃を行うスタイルに固執したばかりに、辺境での戦いには適合するはずもなく、多くの損失を被ったと考える一派がある。アメリカの植民地が辺境での戦いで学んだ戦術は、兵士が物陰から個々に銃撃する、いわばインディアンのやり方であり、その故に上記の議論が成立する。
少数意見ではあるが軍事部門の歴史家が指摘するところでは、ヨーロッパで使われる集中砲火は適切に行われれば無敵であり、辺境での戦術の優秀性はアメリカの神話であると反論している。この理論の提案者によれば、ブラドックの失敗は辺境での戦術を使わなかったことではない。伝統的な軍事の原則を適正に使わず、特に長距離の偵察を行わなかったことに帰するとしている。
ベンジャミン・フランクリンは、ブラドック将軍の部隊のために荷馬車と輓馬を集めるのに協力を求める勧告文を書いた。しかし馭者が逃亡し兵士たちも馬を外して乗って逃げるなどしたため荷馬車は置き去りにされるか焼かれることになった。このためフランクリンは荷馬車の持ち主に責められかなりの賠償金を立て替えねならなくなった。彼はブラドックに狭い谷を抜けて行軍すると待ち伏せに遭う可能性があり危険だと警告したが正規兵の力に自信を持つ将軍からは相手にされなかった。